# Prvý integrál
Prvý integrál soustavy {\displaystyle {\vec {x}}'={\vec {v}}({\underline {x}})} je funkce, jejíž gradient je ortogonální na vektorové pole {\displaystyle {\vec {v}}}.
Prvý integrál je podél každé trajektorie konstantní, tudíž je snadným nástrojem pro kreslení fázových portrétů.